# هانس هوبر
هانس هوبر (بالألمانية: Hans Huber)‏ (1934 في ألمانيا - 12 يناير 2024) هو ملاكم ألماني. شارك في ملاكمة في الألعاب الأولمبية الصيفية 1964 – وزن ثقيل ‏ والألعاب الأولمبية الصيفية 1964.

## وصلات خارجية
- هانس هوبر على موقع أوليمبيديا (الإنجليزية)